# Renato Izzo
Renato Izzo (Rome, 15 juni 1929 – aldaar, 30 juli 2009) was een Italiaans stemacteur, acteur, scenarioschrijver en filmproducent.
Izzo was de vader van de stemacteurs Simona, Rossella, Fiamma en Giuppy en de stichter (in 1980) van het nasynchronisatiebedrijf Gruppo Trenta, tegenwoordig bekend als Pumais Due. Hij was stemacteur en regisseur in verschillende films, zoals Il Padrino en Apocalypse Now van Francis Ford Coppola.